# Abu Dhabi Golfkampioenschap 2012
Het Abu Dhabi Golfkampioenschap 2012 - officieel het Abu Dhabi HSBC Golf Championship 2012 - was een golftoernooi, dat liep van 26 tot en met 29 januari 2012 en werd gespeeld op de Abu Dhabi Golf Club in Abu Dhabi. Het toernooi maakte deel uit van de Europese PGA Tour 2012. Het totale prijzengeld bedroeg € 2.100.000. Titelverdediger is wederom Martin Kaymer.

## Verslag
Er doen drie spelers mee die in het afgelopen jaar een Major hebben gewonnen: Darren Clarke (Brits Open), Rory McIlroy (US Open) en Charl Schwartzel (Masters). Verder doet Luke Donald mee, de nummer 1 van 2011, en voor de eerste keer ook Tiger Woods. De 18-jarige Matteo Manassero en de 20-jarige Tom Lewis, de  Rookie's of the Year van 2010 en 2011, zijn de twee jongste deelnemers, de 48-jarige Colin Montgomerie is de oudste.
Ronde 1
Robert Karlsson kwam als eerste met een score van -5 binnen. In de partij achter hem maakte Rory McIlroy dezelfde score, waarna ze samen aan de leiding stonden. Nicolas Colsaerts kwam met -3 op de 6de plaats.
Ronde 2
Matteo Manassero heeft met 65 de beste 2de ronde gespeeld en kwam daardoor op de 2de plaats. Alle top-10 staan op -5 of beter. De cut was +2.
Ronde 3
Tiger Woods lijkt zijn zelfvertrouwen teruggevonden te hebben. Sinds alle negatieve publiciteit over zijn privéleven heeft hij weinig gespeeld en alleen een toernooi in Australië gewonnen. Na de derde ronde deelde hij even de leiding met Robert Rock die in de partij achter hem speelde, maar Rock eindigde met een bogey. Colsaerts en Luiten delen de 51ste plaats.
Ronde 4
De laatste partij bestaat uit Peter Hanson, Tiger Woods en Robert Rock, die na zes holes al op -3 stond terwijl Hanson op +3 stond en Woods op level par. Woods maakte een bogey op hole 11 en speelde de rest in par, en Robert Rock bleef tot het einde aan de leiding.
- Leaderboard

| Naam                 | Score R1 | Score R1 | Nr  | Score R2 | Score R2 | Totaal | Nr  | Score R3 | Score R3 | Totaal | Nr  | Score R4 | Score R4 | Totaal | Nr  |
| -------------------- | -------- | -------- | --- | -------- | -------- | ------ | --- | -------- | -------- | ------ | --- | -------- | -------- | ------ | --- |
| Robert Rock          | 69       | -3       | T6  | 70       | -2       | -5     | T4  | 68       | -4       | -10    | 2   | 70       | -1       | -13    | 1   |
| Rory McIlroy         | 67       | -5       | T1  | 72       | par      | -5     | T4  | 68       | -4       | -9     | T3  | 69       | -3       | -12    | 2   |
| Tiger Woods          | 70       | -2       | T9  | 69       | -3       | - 5    | T4  | 66       | -6       | -11    | 1   | 72       | par      | -11    | T3  |
| Thomas Bjørn         | 73       | +1       | T55 | 71       | -1       | par    | T40 | 65       | -7       | -7     | T11 | 68       | -4       | -11    | T3  |
| Graeme McDowell      | 72       | par      | T26 | 69       | -3       | -3     | T16 | 68       | -4       | -7     | T11 | 68       | -4       | -11    | T3  |
| Matteo Manassero     | 73       | +1       | T55 | 65       | -7       | -6     | T2  | 71       | -1       | -7     | T11 | 69       | -3       | -10    | T6  |
| Paul Lawrie          | 70       | -2       | T9  | 69       | -3       | -5     | T4  | 68       | -4       | -9     | T3  | 72       | par      | -9     | T8  |
| Thorbjørn Olesen     | 70       | -2       | T9  | 67       | -5       | -7     | 1   | 71       | -1       | -8     | T7  | 71       | -1       | -9     | T8  |
| Francesco Molinari   | 74       | +2       | T72 | 67       | -5       | -3     | T16 | 66       | -6       | -9     | T3  | 72       | par      | -9     | T8  |
| Jean-Baptiste Gonnet | 68       | -4       | T3  | 71       | -1       | -5     | T4  | 69       | -3       | -8     | T7  | 72       | par      | -8     | T12 |
| Gareth Maybin        | 68       | -4       | T3  | 70       | -2       | -6     | T2  | 72       | par      | -6     | T15 | 71       | -1       | -7     | T14 |
| Robert Karlsson      | 67       | -5       | T1  | 72       | par      | -5     | T4  | 72       | par      | -5     | T17 | 72       | par      | -5     | T24 |
| Nicolas Colsaerts    | 69       | -3       | T6  | 75       | +3       | par    | T40 | 71       | -1       | -1     | T51 | 68       | -4       | -5     | T25 |
| Richard Finch        | 68       | -4       | T4  | 71       | -1       | -5     | T4  | 71       | -1       | -6     | T15 | 74       | +2       | -4     | T30 |
| Peter Hanson         | 74       | +2       | T72 | 69       | -3       | -1     | T32 | 64       | -8       | -9     | T3  | 78       | +6       | -3     | T35 |
| Joost Luiten         | 71       | -1       | T20 | 71       | -1       | -2     | T23 | 73       | +1       | -1     | T51 | 71       | -1       | -2     | T43 |
| Robert-Jan Derksen   | 74       | +2       | T72 | 74       | +2       | +4     | MC  |          |          |        |     |          |          |        |     |

| Leider |  | Toernooirecord |  | MC = missed cut = cut gemist |

## Spelers
| - Thomas Aiken - Fredrik Andersson Hed - Thomas Bjørn - Grégory Bourdy - Gary Boyd - Markus Brier - Rafael Cabrera Bello - Michael Campbell - Alejandro Cañizares - Christian Cévaër - SSP Chowrasia - Darren Clarke - George Coetzee - Robert Coles - Nicolas Colsaerts - Ben Curtis - Rhys Davies - Carlos Del Moral - Robert-Jan Derksen - Andrew Dodt - Luke Donald - Jamie Donaldson - Bradley Dredge - David Drysdale - Victor Dubuisson - Simon Dyson - Johan Edfors - Gonzalo Fz-Castaño - Kenneth Ferrie - Richard Finch - Oliver Fisher | - Ross Fisher - Oscar Florén - Mark Foster - Marcus Fraser - Lorenzo Gagli - Stephen Gallacher - Sergio García - Jean-Baptiste Gonnet - Ricardo González - Tano Goya - Richard Green - Todd Hamilton - Anders Hansen - Søren Hansen - Peter Hanson - Padraig Harrington - Grégory Havret - Peter Hedblom - Michael Hoey - Keith Horne - David Horsey - David Howell - Raphaël Jacquelin - Thongchai Jaidee - Scott Jamieson - Miguel Angel Jiménez - Richard S Johnson - Michael Jonzon - Robert Karlsson - Martin Kaymer ('08, '10, '11) - Simon Khan | - James Kingston - Søren Kjeldsen - Jbe' Kruger - José Manuel Lara - Pablo Larrazábal - Paul Lawrie - Peter Lawrie - Thomas Levet - Tom Lewis - Shane Lowry - Joost Luiten - David Lynn - Matteo Manassero - Pablo Martin - Richard McEvoy - Graeme McDowell - Damien McGrane - Rory McIlroy - Edoardo Molinari - Francesco Molinari - Colin Montgomerie - James Morrison - George Murray - Christian Nilsson - Alexander Norén - Thorbjørn Olesen - Hennie Otto - Alvaro Quiros - Richie Ramsay - Robert Rock - Brett Rumford | - Charl Schwartzel - Marcel Siem - Jeev Milkha Singh - Joel Sjöholm - Lee Slattery - Richard Sterne - Graeme Storm - Jaco Van Zyl - Anthony Wall - Marc Warren - Romain Wattel - Steve Webster - Lee Westwood - Peter Whiteford - Martin Wiegele - Bernd Wiesberger - Danny Willett - Chris Wood - Fabrizio Zanotti - Matthew Zions Invitaties - Stuart Fee - Ahmed Al Musharek - Tommy Fleetwood - Jason Day - Wen-chong Liang - Henrik Stenson - K J Choi - Tiger Woods |

## Trivia
- Matteo Manassero is ambassadeur voor de Bureau voor Toerisme (Abu Dhabi Tourism Authority) van Abu Dhabi.
- Tweevoudig winnaar Paul Casey zal niet aanwezig zijn, want deze winter liep hij een schouderblessure op met snowboarden. Hij mag nog enkele weken niet spelen.
- Stuart Fee uit Londen is de 34-jarige professional van de Jebel Ali Golf Resort. Hij kreeg een uitnodiging voor dit toernooi nadat hij het kwalificatietoernooi had gewonnen.